# Piranga flava
Piranga flava, conhecido popularmente por sanhaço-de-fogo, canário-do-mato ou queima-campo, é uma ave passeriforme da família Cardinalidae.

## Caracterização
O sanhaço-de-fogo mede aproximadamente 18 cm de comprimento e pesa, em média, 38 gramas, podendo ter uma envergadura de até 32 cm (macho). Apresenta acentuado dimorfismo sexual: o macho é quase totalmente carmim, tornando-se pardacento nas partes superiores; a fêmea possui coloração amarelo vivo.
Vive em mata rala e decídua, cerrado e capões de eucalipto. Ocorre do sudoeste dos Estados Unidos e do México até o norte da América do Sul e, daí, até a Bolívia, Argentina e Uruguai.